# VK 45.01 (P)
Panzerkampfwagen VI «Tiger P», «Porsche Typ 101», «Тигр Порше» — німецький важкий танк часів Другої світової війни, прототипом якого був танк VK4501 (P) доктора Фердинанда Порше.
Прототип був представлений Гітлеру 20 квітня 1942 року, поряд з конкуруючим VK4501 (H), проєктом фірми «Henschel-Werke» (конструктор Ервін Адерс). Однак за результатами військової комісії варіант фірми «Геншель» був визнаний як більш вдалий та прийнятий на озброєння Вермахту. Це рішення багато в чому зумовила електрична трансмісія танка, що вимагала на виготовлення багато дефіцитної міді, хоча сам VK4501 (P) був практично готовий до серійного виробництва, чого не можна було сказати про його опонента. У результаті було побудовано всього 5 машин.

## Історія створення
Історія створення танків «Тигр» Порше та Геншеля нерозривно пов'язана між собою.
Досі ніхто не може сказати точно, коли почалася робота зі створення «Тигра». Багато дослідників називають дату 26 травня 1941 року, коли було видано технічне завдання. Цього дня в «Берґгофі» відбулася нарада, на якій обговорювався стан німецьких бронетанкових сил, який випливав з аналізу їх бойового застосування у Франції. На ньому були присутні: А. Гітлер, рейхсміністр озброєння та боєприпасів Ф. Тодт, голова «танкової комісії» Рейхсміністерства, почесний доктор технічних наук Ф. Порше, начальник управління озброєнь сухопутних військ Заур, його заступники: полковник Філпс, підполковник фон Вилці, старший радник служби конструювання Е. Кніпкампф та директор фірми Штайр Хаккер. Особливу увагу присутніх Гітлер звернув на розробку засобів боротьби з британським піхотним танком «Матильда».
Одним з пунктів порядку денного стала доповідь начальника управління озброєнь про хід проєктних робіт по танках VK4501 (P) і VK3601 (H), макети яких були представлені тут же для показу. З цього випливає, що танки на момент наради вже перебували на стадії розробки.
Кампанія в СРСР спочатку ніяк не вплинула на створення німецького важкого танка, оскільки всі зусилля німецьких конструкторів були кинуті на вдосконалення вже наявних серійних машин, у зв'язку з чим роботи з проєктування та створення важких танків були тимчасово припинені. Проте вже восени, у зв'язку з постійними скаргами танкістів Панцерваффе на незадовільну бронестійкість машин та слабке озброєння, роботи зі створення нового танка були відновлені. Внаслідок доопрацювань танка фірми «Геншель» (зміна підбаштової коробки, збільшення товщини броні, доопрацювання в ходовій частині), вага прототипу досягла 48 тонн замість спочатку заявлених 36. Після цього проєкт був перейменований з VK3601 (H) в VK4501 (H). У результаті збільшення ваги машини збільшився і тиск гусениць на ґрунт, у зв'язку з чим були застосовані надзвичайно широкі гусениці. На них танк не вписувався на залізничні платформи, тому його доводилося щоразу перевзувати.
Приблизно в цей же час відбувся перший скандал, пов'язаний із створенням танка Порше. Управління озброєнь замовило фірмі Крупп не ту башту, яка була розроблена в КБ «Порше». Замість башти з погоном в 2000 мм і озброєну 88-мм гарматою була виготовлена з погоном в 1820 мм, що ускладнювало установку гармати, яка до того часу так само не була виготовлена через рішення Управління озброєння відкласти роботи з її запуску в виробництво на рік. Рейхміністр Тодт, який особисто курував проєкт, подав скаргу Гітлеру. З того часу почалися постійні конфлікти між Управлінням озброєнь та Ф. Порше.
Варто відзначити, що Ф. Порше користувався особистим заступництвом Ф. Тодта. І коли Тодт 3 лютого 1942 розбився в авіакатастрофі, а його місце зайняв Альберт Шпеєр, машина доктора Порше в одну мить з «пріоритетного танка прориву» перетворилася на «надмірно витратну та ненадійну». Управління озброєнь, за допомогою Шпеєра, постійно доводило Гітлеру про недоцільність створення танка Порше, оскільки революційне для того часу рішення використовувати електрогенератори як трансмісії вимагало дуже багато міді, що також було ненадійно при експлуатації танка.
Спочатку планувалося до березня 1943 року виготовити 135 машин цього класу, з них 85 танків Порше, 50 — фірми Геншель.
Але, на думку Шпеєра, виготовлення одночасно двох однотипних машин було нераціональним, про що він також неодноразово доповідав Гітлеру.

## Випробування
20 квітня 1942 року (в день народження Гітлера) відбувся перший показ та порівняльні випробування обох танків. Із звіту про проведені випробування відомо, що по прохідності танк фірми Порше перевершив свого опонента, чому великою мірою сприяла більш вдала ходова частина.
Однак було відзначено, що машини потребують подальшої доробки, оскільки через значне поважчення машин внаслідок додаткової установки потужнішої броні, а у VK4501 (H) ще й більш важкої башти з гарматою (на VK4501 (H) була встановлена башта з 88-мм гарматою прототипу Порше, оскільки його «рідна» башта з 75-мм гарматою до моменту випробувань не була готова), танки мали незадовільну прохідність по пересіченій місцевості, малу швидкість та запас ходу.
Великим «мінусом» у танку VK4501 (P), була його електротрансміссія. Витрати на електрогенератори (а саме — мідь, необхідну для них), що приводять у рух танк, були для країни воєнного часу недозволеною розкішшю. Західні історики схиляються саме до цієї версії закриття проєкту, а також незадовільною ходовою частиною машини, яка примудрялася застрягати на будь-якому м'якому ґрунті. Вважається, що Ф. Порше не зміг усунути всі неполадки своєї машини, внаслідок чого під назвою «Тигр» в серійне виробництво пішов танк конструкції фірми «Геншель», але з баштою від танка Порше. Проте російський дослідник М. Свірін вважає, що всьому виною був наказ Гітлера про створення на базі нового танка штурмової гармати, озброєної довгоствольною протитанковою гарматою Pak 43 фірми Рейнметалл. Фірма Геншеля не встигала за строками до доведення свого шасі під САУ, а тому і не зважилася на його проєктування. Порше, навпаки, активно включився в роботу з виробництва нової машини, яку згодом, за особистим наказом Гітлера, на честь Фердинанда Порше, назвали «Фердинанд».
Так чи інакше, але перспективна для свого часу машина під індексом VK4501 (P) в серію не пішла, було виготовлено всього п'ять машин, проте 90 шасі під танки «Тигр» (P) були замовлені ще до офіційних порівняльних випробувань прототипів, що, у свою чергу, не виключає і версію про те, що Ф. Порше був упевнений у перемозі свого дітища та заздалегідь підготувався до його серійного випуску. Згодом всі шасі були використані для виробництва САУ.

## Характерні особливості
Ходова частина машини складалася з шести подвійних котків на борт, розташованих попарно на трьох візках, з обгумовкою всередині колеса, що значною мірою сприяло більшій зносостійкості гумового бандажа. Згодом котки з подібними бандажами стали використовувати на «Тиграх» та «Пантерах». Торсіони розташовувалися у візку, а не всередині корпусу як у переважної більшості танків того часу. Ведуче колесо розташовувалося позаду, на противагу традиційному у німецьких танків переднього, завдяки чому танк ставав більш присадкуватим.
У танку встановлювалося два двигуни повітряного охолодження V10, які працювали на два генератори, а ті, своєю чергою, живили два тягових електромотори, що приводять у рух тягові колеса.

## Бойове застосування
Через те, що на танках використовувалися двигуни повітряного охолодження, було вирішено використовувати їх на Африканському театрі військових дій. Однак через незадовільну прохідність танка від цієї ідеї відмовилися, після чого всі п'ять побудованих машин були передані на завод у Деллерсгаймі (нім. Döllersheim) для тренувань.
На сьогодні достеменно відомо лише про один «Тигр» фірми Порше, який брав участь у боях на Східному фронті 1944 року, в районі Галичини, куди прибув у розташування 653-го важкого батальйону винищувачів танків як командирський танк з бортовим номером «003».

## САУ «Фердинанд»
На наявних шасі танка PzKpfw VI «Tiger» (P) була створена важка самохідна артилерійська установка (САУ) класу винищувачів танків, всього 90 одиниць.
На той момент — найпотужніша САУ у світі та перша бойова машина, товщина броні якої досягла 200 мм.
Бойове хрещення прийняла в битві під Прохорівкою. Була грізним противником, проте через відсутність зброї ближнього бою ставала легкою здобиччю для піхоти. 1944 року, під час модернізації, був встановлений курсовий кулемет, командирська башточка, поміняла орієнтацію маска гармати. Надалі брали участь у боях на Західній Україні та в Італії.

## БРЕМ «Тигр» фірми «Порше»
У вересні 1943 року три «Тигра» Порше на заводі «Нібелунгенверке» були перероблені в броньовану ремонтно-евакуаційну машину (БРЕМ).
Про участь у бойових діях даних машин нічого невідомо. Мабуть, всі три примірники так жодного разу і не покидали територію заводу.

## У масовій культурі та сувенірної індустрії
- PzKpfw VI Tiger P представлений в MMO-грі World of Tanks, на 7 рівні гілки німецьких важких танків, нарівні з танком Геншеля.
- У фільмі Карена Шахназарова Білий тигр (фільм) «білий тигр» за зовнішнім виглядом нагадує саме PzKpfw VI Tiger P, у якого башта була зміщена трохи вперед у порівнянні з «Тигром» Геншеля.
- В аніме Girls und Panzer починаючи з сьомої серії, у команди Оараі з'являється танк PzKpfw VI Tiger (P).